# Ekonomiåret 1999

## Händelser

### Januari
- 1 januari - Elva EU-medlemsländers valutor låses mot varandra, men som sedlar och mynt finns de kvar till 2002. Danmark, Grekland, Storbritannien och Sverige står utanför samarbetet.[1]
- 15 januari - Mariebergs förre styrelseordförande Olle Måbeeg döms till 75 000 SEK i böter för vårdslösa deklarationsuppgifter, då hovrätten undanröjer tingsrättens friande dom ett år tidigare.[1]
- 20 januari - Telebolagen Telia i Sverige och Telenor i Norge beslutar att hå samman.[1]
- 23 januari - Ericssonkocernen varslar 3 300 anställda i Sverige om uppsägning, och totalt 11 600 över hela världen. Fabriken i Norrköping som tillverkar AXE-växlar. Koncernchefen Sven Christer Nilsson konstaterar att den snabba teknikutvecklingen kräver färre personer i produktionen. Facket kallar det "en krislösning för ett företag" som inte befinner sig i kris.[1]
- 27 januari - Trelleborg AB:s VD Kjell Nilsson tvingas av bolagsstyrelsen lämna sin författning. Hans avgångsvederlag lyder på  18 miljoner SEK.[1]
- 28 januari - Amerikanska Ford köper svenska Volvo personbilstillverkning för 50 miljarder SEK. Kvar i svenskägda Volvo blir lastbillarna, bussarna och flygmotorerna. Utvecklingsavdelningen för personbilarna kommer stanna i Göteborg hävdar Fords VD Jacques Nasser.[1]

### Februari
- 1 februari - Mäklare på Merita-Nordbanken anhålls. 300 miljoner SEK har försvunnit.[1]
- 4 februari - 52-årige Lennart Grabe från Ericssonkoncernen blir ny VD för Posten.[1]
- 13 februari - 100 Ericsson anställda i Skellefteå demonstrerar mot företagets nya produktionsplaner, där 170 skall bli 40.[1]
- 16 februari - Volvo lastvagnar varslar 350 vid hyttfabriken i Umeå samt 300 i Skövde om uppsägning. Tidigare har 1 000 personer blivit varslade inom hela bolaget.[1]

### Mars
- 17 mars - Amerikanska Lear lägger ner biltillverkningen i Bengtsfors, och 860 personer blir arbetslösa.[1]

### April
- 11 april - Försvarskoncernen Celsius AB håller krismöte. Flera projekt är i fara då svenska försvaret skärs ner.[1]
- 28 april - Statoil höjer bensinpriset på 95 oktan blyfritt i Sverige till 8:29 SEK. Övriga bolag följer efter.[1]

### Maj
- 13 maj - Det svenska företaget Sendit, som utvecklat teknik för Internet via mobiltelefon, köps upp av amerikanska Microsoft.[1]

### Juni
- 1 juni - Sveriges riksdag beslutar att fyra kasinon av "internationell typ" kan öppnas i Sverige.[1]
- 29 juni - Stockholmsbörsens uppgång under första halvåret är rekordhög med 17 %, mer än hela 1998 års ökning.[1]

### Juli
- 7 juli - Ericssons VD Sven-Christer Nilsson sparkas efter 15 månader och ersätts av Kurt Hellström.[1]

### September
- 8 september - Svenska kronan blir allt starkare mot Euron och US-dollarn.[1]
- 22 september - Kockums varv säljs till tyska HDW, blir världsledande på u-båtar.[1]

### Oktober
- 18 oktober - Den svensk-norska Telia-Telenoraffären skjuts upp då norrmännen är missnöjda med styrelseordförande Jan-Åke Karks roll i nya bolaget.[2]
- 22 januari - Ericssons resultat för årets nio första månader överträffar alla förväntningar, och på en dag ökar företagets börsvärde med 78 miljarder SEK.[2]

### November
- 2 november - Montenegro inför den tyska marken som officiell vid sidan av den jugoslaviska dinaren.[2]
- 3 november - IT-företaget Procordias tidigare ledning polisanmäls för bokföringsbrott. Konkursförvaltaren Peter Björnram menar att "luftfakturering" på 100 miljoner SEK gjorts.[2]
- 14 november - Norges yrkesfiskare är hårt trängda, då kolbeståndet i Barents hav kollapsat. År 2000 måste fångstkvoterna minskas med upp till 75 % och tusentals jobb hotas. 1998 exporterade Norge torsk, sej och kolja till ett värde av nio miljarder kronor.[2]
- 16 november - Med ett bud värt fem miljarder SEK tar SAAB över Celsius, och därmed skapas Nordens största försvarsindustri, med 18 000 anställda.[2]

### December
- December - Vitryssland lider av galopperande inflation. En amerikansk dollar motsvaras av 700 000 vitryska rubel.[2]
- December - Microsoft når ett börsvärde på 616,3 miljarder USD, vilket är det största börsvärde som ett enskilt företag dittills värderats till, i löpande penningvärde.[3]
- 8 december - Stockholmsbörsen noterar nytt rekord då det meddelas att svenska Ericsson och amerikanska Microsoft beslutat bilda gemensamt bolag, med huvudkontor i Sverige. Ericsonaktien stiger med nästan 60 SEK och Ericsson blir första svenska företag att passera 1 000-miljardersvallen inom börsvärde.[2]
- 9 december - Norge ogilligförklarar styrelsebeslutet att lägga Telia-Telenors huvudkontor i Stockholm.[2]
- 16 december - Den svensk-norska Telia-Telenoraffären spricker då avtalet tolkas olika av båda sidorna.[2]
- 17 december - Sveriges regering beslutar att placera fura statliga kasinon av "internationell typ", inrättade i Sverige av Sveriges riksdag, till Stockholm, Göteborg, Malmö och Sundsvall. Svenska spel administrerar, och den som inte fyllt 20 nekas inträde.[2]
- 26 december - 1999 tillhör rekordården för aktie- och fondsparare i Sverige, där Stockholmsbörsens generalindex stigit med 66 % på 12 månader.De senaste 25 åren kan bara 1981 och 1983 mäta sig med detta.[2]
- 30 december - Två dagar före millennieskiftet är läget i Sverige lika lugnt som inför vanliga årsskiften bland svenska bankkunder. Befarad ökning av penninguttag till oro för datafel uteblir.[2]

## Bildade företag
- Astra Zeneca, svensk-brittiskt läkemedelsföretag.
- Fujitsu Siemens Computers, tysk-japansk datortillverkare.

## Uppköp
- 15 januari - Volvo köper 13 % av aktierna i Scania och säger sig vara intresserat av samgående mellan de två bilföretagen.[1]
- 6 augusti - Volvo köper Investors aktier i Scania, varvid man får 70 % av aktierna och 50 % av inflytandet.[1]
- 16 augusti - 95 år gamla svenska gasföretaget AGA säljs till tyska Linde AG för 31 miljarder SEK.[1]

## Konkurser
- Color Air, norskt flygbolag.

## Priser och utmärkelser
- Sveriges Riksbanks pris i ekonomisk vetenskap till Alfred Nobels minne – Robert A. Mundell

## Avlidna
- 5 februari – Wassily Leontief, 92, rysk-amerikansk nationalekonom och Nobelpristagare.
- 28 juli – Trygve Haavelmo, 87, norsk nationalekonom och Nobelpristagare.

### Fotnoter
1. 1 2 3 4 5 6 7 8 9 10 11 12 13 14 15 16 17 18 19 20 21 22   När Var Hur 2000. Forum
2. 1 2 3 4 5 6 7 8 9 10 11 12 13   När Var Hur 2001. DN
3. ↑  Apple: the most valuable company, The Telegraph 2012-08-20